# A Anunciação (Martini)
A Anunciação é uma pintura de Simone Martini, datada de 1333, realizada conjuntamente com Lippo Memmi para a Catedral de Siena. Tem destacadas as formas sensíveis, líricas e a magnificência das roupas e beleza dos corpos magros que se aproxima do altar em ouro.
É reconhecido pelos críticos e historiadores de arte como uma obra-prima gótica - especificamente do Gótico Internacional na Itália. Mostra a assimilação dos ideais da arte gótica Sienese pelos pintores da escola. Mas neste altar, Martini vai além da arte gótica, mostrando como tem assimilado as descobertas de Giotto, em relação à perspectiva.
A Anunciação é o momento em que Virgem Maria descobre que será mãe de Cristo, através de uma visita do anjo Gabriel. Com gestos de discurso, ele se posiciona perto de Maria, que carrega um livro fechado.
Atualmente a obra está na Galeria Uffizi, em Florença.

## Análise
O Gótico foi um período em que as manifestações artísticas eram muito relacionadas à religião católica. As pinturas adotavam desenhos bidimensionais, e não tridimensionais, justamente pela crença de que a perspectiva poderia ser um gesto pagão. Ao mesmo tempo que a temática predominante era a religiosa, as personagens ainda refletiam uma imagem humanizada, que tinha como objetivo fazer com que os observadores se identificassem com a pintura.
A pintura de Simone e Lippo pode ter algumas interpretações. O anjo Gabriel carrega um ramo de oliveira, que poderia ser uma representação da paz; as açucenas no vaso que está posicionado no centro do quadro fazem referência à pureza e inocência de Maria. 
A pintura também faz referência à própria Anunciação, já que é uma ação carregada de significado. Percebe-se um recuo e uma desconfiança na linguagem corporal de Maria durante o discurso de Gabriel. Neste contexto, repara-se em uma dualidade no que diz ao valor do acontecimento: ao mesmo tempo que Maria recebe a dádiva de conceber o filho de Deus, ela tem de aceitar a determinação de seu destino de peso. 
Apesar de a figura de Maria ser considerada sagrada, e de na cena estar representado o momento em que descobre seu papel de mãe do catolicismo (sua importância também está representada pelo trono em que está sentada e pelas roupas que usa), nota-se também uma submissão feminina pelos gestos dos personagens.